# Helen Megaw
Helen Dick Megaw (Dublín, 1 de junio de 1907–Ballycastle, 26 de febrero de 2002) fue una mineralogista irlandesa que contribuyó al desarrollo de la cristalografía de rayos X, técnica que utilizó para estudiar los cristales de hielo y determinar la estructura de la perovskita. Su libro Ferroelectricity in Crystals sobre el fenómeno de la ferroelectricidad fue durante mucho tiempo la principal obra de referencia sobre ese tema.

## Educación y carrera
Helen Megaw nació en Dublín en el seno de una familia influyente. Su padre, Robert Dick Megaw, abogado y político, fue juez del Tribunal Supremo de Irlanda del Norte. Megaw asistió a la escuela en Dublín y en Brighton. Estudió en Universidad de la Reina de Belfast durante un año y en 1926 se trasladó a Girton College (Cambridge) para estudiar Ciencias Naturales. Tras graduarse en 1930, inició estudios de doctorado en la Universidad de Cambridge. Su supervisor John Bernal, uno de los primeros investigadores en reconocer el potencial de la cristalografía de rayos X para el estudio de compuestos químicos, inició a Megaw en este campo, donde la investigadora realizó sus contribuciones científicas más notables, como el estudio de diferentes tipos de cristales de hielo, llevado a cabo durante su doctorado. Junto con Bernal, también investigó los enlaces de hidrógeno en hidróxidos metálicos, trabajo que recibió mucha atención.
Megaw obtuvo el título de doctor en 1934. Entre 1935 y 1937 prosiguió su trabajo de investigación en Viena y Oxford. Desde 1937 hasta 1943 trabajó como profesora de escuela. In 1943 consiguió un empleo en Philips Lamps Ltd, ubicada en Mitcham, donde investigó el titanato de bario (BaTiO3), un compuesto ferroeléctrico de gran interés para la industria electrónica. Megaw determinó la estructura cristalina del material y descubrió que era del mismo tipo que las perovskitas, llegando a convertirse en una de los principales expertos en estos minerales. En 1945, obtuvo un puesto como investigadora en el Laboratory Cristalográfico de Birkbeck College. Al cabo de un año regresó a Cambridge como profesora en su alma mater, Girton College, y continuó su carrera científica en los Laboratorios Cavendish, investigando materiales ferroeléctricos y los feldespatos. Además de su labor como investigadora y educadora, Megaw fue participante activa de la asociación Third Foundation, responsable de la fundación en 1954 del tercer colegio para mujeres de Cambridge y formó parte de la dirección del colegio hasta 1972.

## Obra
Además de varios artículos científicos, Megaw escribió Ferroelectricity in Crystals, publicado por la editorial Methuen en 1957, una obra innovadora y la primera de su tipo y Crystal Structures: a Working Approach, publicada por W.B. Saunders Co en 1973. Donó varios de los diagramas de las estructuras de cristales que estudiaba al Consejo de Diseño Industrial, que los empleó en el diseño de diversos objetos, entre ellos un juego de té exhibido en el Festival de Gran Bretaña de 1951.

## Premios y reconocimientos
El Comité Antarctic Place-names del Reino Unido (UK-APC) nombró en su honor la isla Megaw, parte de las Islas Bennet de la Antártida en reconocimiento a su estudio de los cristales de hielo. También lleva su nombre la megawita (CaSnO3), un tipo de perovskita.
Megaw fue la primera mujer en recibir la Medalla Roebling de la Sociedad Mineralógica Americana. Obtuvo dos doctorados honoris causa de la Universidad de Cambridge y de la Universidad de la Reina de Belfast respectivamente.